# Neugierde (Pavillon)
Eine Neugierde ist ein zur Straße hin eher verschlossener Pavillon, Tee- oder Gartenhäuschen, von dem aus die dort Sitzenden einen Blick auf das Leben und Treiben auf der Straße werfen konnten, ohne selbst besonders bemerkt oder erkannt werden zu können.
Bedeutendes Beispiel ist die Große Neugierde, die im Park Klein-Glienicke 1835 von dem Architekten Karl Friedrich Schinkel für Carl von Preußen errichtet wurde, um die Ereignisse auf der Straße von Berlin nach Potsdam beobachten zu können. Vorher hatte er dort 1826 bereits die Kleine Neugierde errichtet.